# Gotthard von Rehausen
Gotthard Mauritz von Rehausen, född 30 september 1761 på Lövsta i Eds socken, Uppland, död 8 december 1822 i Stockholm, var en svensk friherre och diplomat.

## Biografi
von Rehausen inskrevs som barn som volontär vid Livgardet till fots och blev fänrik 1777 samt löjtnant 1782. År 1788 sändes han som ambassadkavaljer till Köpenhamn. von Rehausen blev legationssekreterare i Haag 1789 och sändebud där 1791. Inblandad i målet mot Gustaf Mauritz Armfelt återkallades han 1794 och ströks samma år som officer vid gardet, där han 1790 blivit kapten. von Rehausen fick dock redan 1795 återinträda i tjänst som legationssekreterare i Lissabon och major vid Adelsfanan. Då han 1796 sändes till Paris blev han ej mottagen och återvände till Portugal, där han 1797 blev chargé d'affaires och 1801 minister. von Rehausen förflyttades 1805 till London. Rappellerad 1807 kvarstannade han och blev, sedan de diplomatiska förbindelserna 1810 avbrutits, inofficiell representant där och då normala förhållanden 1812 återinträdde, på nytt sändebud. Åren 1812–1813 deltog von Rehausen i viktiga storpolitiska förhandlingar med Storbritannien rörande bland annat unionen med Norge. Han blev 1812 överste i armén, och 1814 erhöll han friherrlig värdighet. von Rehausen har senare ansetts som en av samtidens främsta svenska diplomater. I samtiden var dock meningarna om honom mycket delade.

### Familj
Gotthard Mauritz von Rehausen var son till översten Lorentz von Rehausen och grevinnan Henriette Maria Cronhielm af Flosta. Han var far till Johan Gotthard von Rehausen samt svärfar till Carl Johan Wachtmeister, Samuel Abraham Leijonhufvud och Gustaf von Essen.